# Lewis Richardson
Lewis Richardson (Colchester, 4 de junio de 1997) es un deportista británico que compite por Inglaterra en boxeo.
Participó en los Juegos Olímpicos de París 2024, obteniendo una medalla de bronce en la categoría de 71 kg. Ganó una medalla de plata en el Campeonato Europeo de Boxeo Aficionado de 2022, en el peso medio.

## Palmarés internacional
| Representando al Reino Unido |                  |                   |           |
| Juegos Olímpicos             |                  |                   |           |
| Año                          | Lugar            | Medalla           | Categoría |
| 2024                         | París (Francia)  | Medalla de bronce | 71 kg     |
| Representando a Inglaterra   |                  |                   |           |
| Campeonato Europeo           |                  |                   |           |
| Año                          | Lugar            | Medalla           | Categoría |
| 2022                         | Ereván (Armenia) | Medalla de plata  | 75 kg     |